# Sandfische
Die Sandfische (Gonorynchus) sind die einzige rezente Gattung der Familie Gonorynchidae und beinhalten fünf Arten. Die Fische leben im Indopazifik und kommen auch sporadisch im südlichen Atlantik vor. Sandfische werden kommerziell befischt. In ihrem Verbreitungsgebiet tragen sie auch Namen (übersetzt) wie „Schnabellachs“ oder „Rattenfisch“ (wegen der langen spitzen Schnauze).

## Merkmale
Sie haben einen langgestreckten bräunlichen Körper, einen vorstreckbaren Oberkiefer (das Maxillare ist groß, das Prämaxillare aber sehr klein) und eine einzelne Bartel unter der Spitze des Rostrums, wodurch das kleine Maul ganz unterständig (ähnlich wie bei den Stören (Acipenseridae) oder Chondrostoma) ist. Die „Lippen“ sind etwas gelappt. Ihre Rückenflosse steht sehr weit hinten und hat 10 bis 13 Flossenstrahlen. Direkt unter der Rückenflosse befinden sich die Bauchflossen, dahinter die Afterflosse mit neun bis zehn Flossenstrahlen. Eine Schwimmblase fehlt. Die Kiefer sind zahnlos, aber auf dem Basihyale (der „Zunge“) und dem Entopterygoid (paarig) stehen einander je eine Gruppe recht kräftiger Zähne gegenüber. Sehr auffallend ist, dass die Sandfische kleine Ctenoidschuppen haben, wie man sie sonst erst bei den Stachelflossern erwarten darf – es handelt sich also um eine Apomorphie durch Konvergenz. Eine weitere Besonderheit sind „Kopfrippen“: Der erste Wirbel ist mit dem Hinterhaupt verwachsen (Kopf zum Stöbern oder Eingraben „versteift“) – sein „Rippen“paar sind allerdings keine echten Rippen (wie bei den Lungenfischen), sondern Gräten (Patterson und Johnson 1995). Ferner hat Gonorynchus noch ein einfach gebautes, paariges Epibranchialorgan (Cruminale) hinter dem vierten Epibranchiale des Kiemenkorbs (dieses symplesiomorphe Merkmal vieler Otomorpha wird bei Heterotis niloticus näher erklärt). Die Branchiostegalmembran stützen vier (selten fünf) Strahlen. Das Schwanzskelett ist durch Verwachsung der wichtigsten Elemente (pu1+u1+u2+un1+un2+php+hu1+hu2) besonders versteift (wichtig bei Schnellstart zum Entwischen). Weitere anatomische Merkmale siehe unter Notogoneus osculus.
Über das Laichgeschäft ist wenig bekannt – es handelt sich jedenfalls um Freilaicher –, obwohl man die Larven im Plankton stellen- (küstennah) und zeitweise sogar recht häufig findet.
Die größte Art mit 60 Zentimetern Länge ist Gonorynchus gonorynchus, ein benthischer Fisch, der nachts auf die Jagd nach wirbellosen Tieren geht und sich tagsüber im Sand oder Schlamm eingräbt (daher haben die Sandfische eine „Brille“, eine durchsichtige Haut über den Augen).

## Arten

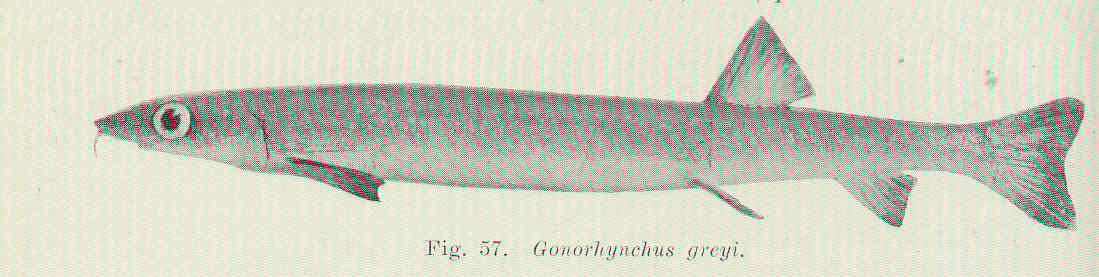
Gonorynchus greyi

- Gonorynchus abbreviatus Temminck & Schlegel, 1846
- Gonorynchus forsteri Ogilby, 1911
- Gonorynchus gonorynchus (Linnaeus, 1766)
- Gonorynchus greyi (Richardson, 1845)
- Gonorynchus moseleyi Jordan & Snyder, 1923

## Stammesgeschichte

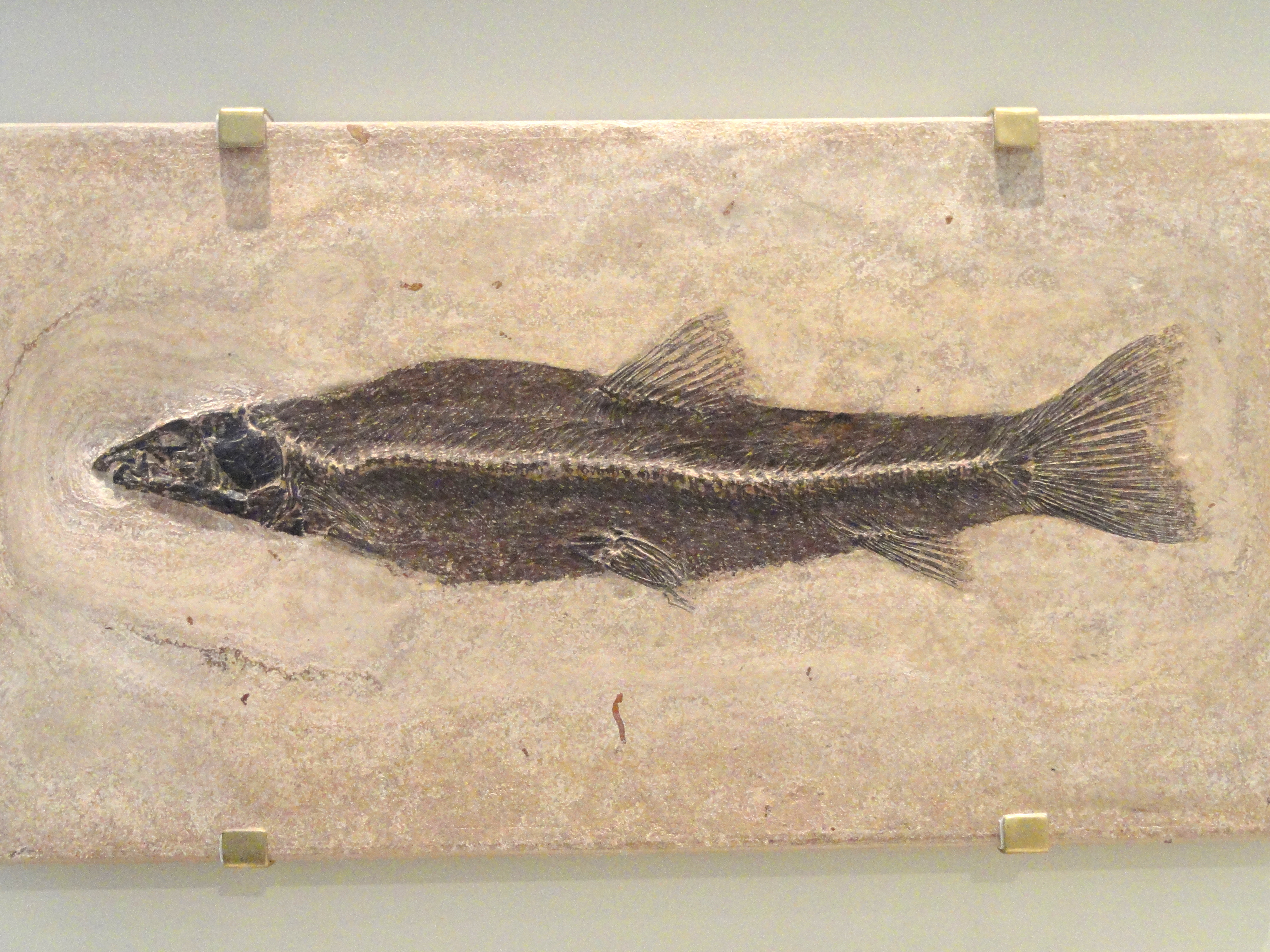
Fossil von Notogoneus osculus

Fossil ist die Familie Gonorynchidae durch die vier Gattungen Charitosomus, Judeichthys, Ramallichthys und Charitopsis aus der Kreide Libanons, Israels und Deutschlands belegt. Eine weitere ausgestorbene Gattung ist Notogoneus, die von der oberen Kreide bis zum Oligozän in Nordamerika, Europa und Australien im Süßwasser lebte.

## Anmerkung
1. ↑  Der Name bedeutet „spitze Schnauze“ und wurde früher – dem Usus folgend, anlautendes ῤ zu aspirieren – auch „Gonorhynchus“ geschrieben (in dieser Schreibweise bezeichnet der Name heute jedoch eine Gattung der Labeonini). Linné nannte den Fisch 1766 „Cyprinus gonorhynchus“ in bemerkenswertem Vorgriff auf die Erkenntnis der Verwandtschaft.